# 강기섭
강기섭(? ~2017년 1월)은 조선민주주의인민공화국의 정치인이다. 조선인민군 산하 민용항공총국 총국장, 조선로동당 중앙위원회 후보위원이다.

## 경력
2010년 군 산하 민용항공총국 총국장에 임명되었다. 2010년 9월 조선로동당 중앙위원회 후보위원으로 선출되었다.

## 최고인민회의 대의원
2009년 4월 이후 최고인민회의 제12기 대의원으로 있다.

## 기타
2011년 12월 김정일 사망 당시에 국가 장의위원회 위원을 맡았다.